# Slavonice
Slavonice (niem. Zlabings) − miasto w Czechach, w kraju południowoczeskim. Według danych z 31 grudnia 2007 powierzchnia miasta wynosiła 4 572 ha, a liczba jego mieszkańców według danych z 31 grudnia 2018 2 386 osób.

## Demografia
| Rok             | 1970  | 1980  | 1991  | 2001  | 2003  | 2018  |
| --------------- | ----- | ----- | ----- | ----- | ----- | ----- |
| Liczba ludności | 2 675 | 2 670 | 2 615 | 2 717 | 2 706 | 2 386 |

Źródło: Czeski Urząd Statystyczny